# Eddy Voordeckers
Eddy Voordeckers, né le 4 février 1960 à Geel, est un joueur de football belge, qui évoluait comme ailier gauche. Il était surnommé Tintin par les médias, à cause de sa mèche blonde.

## Biographie
Eddy Voordeckers commence sa carrière en 1976 au KFC Diest en Division 2. Mais c'est en 1979 que l'ailier gauche peut progresser de manière décisive : il est alors recruté  par le Standard de Liège. Dans le club des Rouches, l'attaquant à la mèche blonde remporte la Coupe de Belgique et la Supercoupe de Belgique en 1981, ainsi que le championnat de Belgique en 1982. Il est finaliste de la Coupe des vainqueurs de coupe en 1982, face au FC Barcelone (défaite, 2-1). Avec six buts inscrits, il est sacré meilleur buteur de la Coupe d'Europe des vainqueurs de coupe 1981-1982. En trois saisons, il marque 32 buts en 90 matches officiels au Standard. 
En 1982, il rejoint le KSV Waterschei THOR. Il ne remporte aucun titre majeur durant les trois saisons où il évolue dans ce club, mais il participe tout de même à une demi-finale de Coupe d'Europe des vainqueurs de coupe en 1983, perdue contre les Écossais d'Aberdeen FC (défaite 1-5 et victoire 1-0) après avoir éliminé le PSG en quarts de finale.
En 1985, il part jouer à Rennes et reste deux saisons en France. Dans le club breton, il doit subir une opération au genou et joue très peu en 1986-1987. Les Rennais descendent en Division 2.  
Il revient en Belgique en 1987 à La Gantoise. Il termine sa carrière de footballeur professionnel au KVC Westerlo, de 1990 à 1992.
International, Eddy Voordeckers joue vingt-deux fois pour la Belgique et inscrit quatre buts. Il dispute son premier match international le 20 septembre 1978, contre la Norvège en qualification pour le championnat d'Europe 1980. Une blessure au dos l'empêche de jouer la phase finale du Championnat d'Europe de football en 1980. Par contre, il participe au l'édition de 1984 en France, mais les Diables Rouges sont éliminés dès le premier tour.

## Palmarès
- 1 fois champion de Belgique en 1982 avec le Standard de Liège.
- Vainqueur de la Coupe de Belgique en 1981 avec le Standard de Liège.
- Vainqueur de la Supercoupe de Belgique en 1981 avec le Standard de Liège.
- Finaliste de la Coupe des vainqueurs de Coupe en 1982 avec le Standard de Liège.
- International belge à 22 reprises de 1978 à 1985, pour 4 buts marqués.